# فهرست اخراجی‌های جام جهانی فوتبال
فهرست اخراجی‌های جام جهانی فوتبال (انگلیسی: List of FIFA World Cup red cards)
این لیستی از تمام کارت‌های قرمز نشان داده شده در مرحله نهایی بازی‌های جام جهانی است. یعنی زمانی که یک بازیکن در بازی در مسابقات جام جهانی فوتبال اخراج شده‌است (شامل مرحله مسابقات مقدماتی برای صعود نمی‌شود). همان‌طور که فیفا حاکم مسابقات فوتبال است، کارت‌های قرمز رسمی تنها زمانی مشخص می‌شود که فیفا به رسمیت شناخته‌است که یک بازیکن در یک مسابقه اخراج شده یا به بیرون فرستاده شده‌است.
این لیست شامل همه اخراجی‌های از اولین جام جهانی فوتبال در سال ۱۹۳۰ است. استفاده از کارت‌های قرمز و زرد برای نشان دادن اخراج و اخطار اختراع جدیدی است که در مسابقات ۱۹۷۰ معرفی شده‌است.

## فهرست اخراجی‌های جام جهانی فوتبال
| ترتیب | بازیکن                   | ترکیب کارت | زمان کارت گرفتن | ملیت                | نتیجه نهایی                          | حریف                | مسابقات               | مرحله                 | تاریخ          |
| ----- | ------------------------ | ---------- | --------------- | ------------------- | ------------------------------------ | ------------------- | --------------------- | --------------------- | -------------- |
| ۱.    | پلاسیدو گالیندو          |            | ۵۴'             | پرو                 | ۱–۳                                  | رومانی              | جام جهانی فوتبال ۱۹۳۰ | مرحله گروهی           | ژوئیه ۱۴, ۱۹۳۰ |
| ۲.    | ایمره مارکوس             |            | ۶۳'             | مجارستان            | ۱–۲                                  | اتریش               | جام جهانی فوتبال ۱۹۳۴ | جام جهانی فوتبال ۱۹۳۴ | مه ۳۱, ۱۹۳۴    |
| ۳.    | هانس پزر                 |            | ۹۶'             | آلمان               | ۱–۱وقت اضافه                         | سوئیس               | جام جهانی فوتبال ۱۹۳۸ | جام جهانی فوتبال ۱۹۳۸ | ژوئن ۴, ۱۹۳۸   |
| ۴.    | ززه پروکوپیا             |            | ۱۴'             | برزیل               | ۱–۱وقت اضافه                         | چکسلواکی            | جام جهانی فوتبال ۱۹۳۸ | جام جهانی فوتبال ۱۹۳۸ | ژوئن ۱۲, ۱۹۳۸  |
| ۵.    | یان ژیها                 |            | ۸۹'             | چکسلواکی            | ۱–۱وقت اضافه                         | برزیل               | جام جهانی فوتبال ۱۹۳۸ | جام جهانی فوتبال ۱۹۳۸ | ژوئن ۱۲, ۱۹۳۸  |
| ۶.    | آرتور ماچادو             |            | ۸۹'             | برزیل               | ۱–۱وقت اضافه                         | چکسلواکی            | جام جهانی فوتبال ۱۹۳۸ | جام جهانی فوتبال ۱۹۳۸ | ژوئن ۱۲, ۱۹۳۸  |
| ۷.    | یوژف بوژیک               |            | ۷۱'             | مجارستان            | ۴–۲                                  | برزیل               | جام جهانی فوتبال ۱۹۵۴ | جام جهانی فوتبال ۱۹۵۴ | ژوئن ۲۷, ۱۹۵۴  |
| ۸.    | نیلتون سانتوس            |            | ۷۱'             | برزیل               | ۲–۴                                  | مجارستان            | جام جهانی فوتبال ۱۹۵۴ | جام جهانی فوتبال ۱۹۵۴ | ژوئن ۲۷, ۱۹۵۴  |
| ۹.    | هومبرتو توزی             |            | ۷۹'             | برزیل               | ۲–۴                                  | مجارستان            | جام جهانی فوتبال ۱۹۵۴ | جام جهانی فوتبال ۱۹۵۴ | ژوئن ۲۷, ۱۹۵۴  |
| ۱۰.   | فرنس سیپوس               |            | ۷۹'             | مجارستان            | ۱–۲                                  | ولز                 | جام جهانی فوتبال ۱۹۵۸ | جام جهانی فوتبال ۱۹۵۸ | ژوئن ۱۷, ۱۹۵۸  |
| ۱۱.   | تیتوس بوبرنیک            |            | ۱۰۲'            | چکسلواکی            | ۱–۲                                  | ایرلند شمالی        | جام جهانی فوتبال ۱۹۵۸ | جام جهانی فوتبال ۱۹۵۸ | ژوئن ۱۷, ۱۹۵۸  |
| ۱۲.   | اریش یوسکویاک            |            | ۵۹'             | آلمان غربی          | ۱–۳                                  | سوئد                | جام جهانی فوتبال ۱۹۵۸ | جام جهانی فوتبال ۱۹۵۸ | ژوئن ۲۴, ۱۹۵۸  |
| ۱۳.   | جورجو فرینی              |            | ۸'              | ایتالیا             | ۰–۲                                  | شیلی                | جام جهانی فوتبال ۱۹۶۲ | جام جهانی فوتبال ۱۹۶۲ | ژوئن ۲, ۱۹۶۲   |
| ۱۴.   | ماریو داوید              |            | ۴۱'             | ایتالیا             | ۰–۲                                  | شیلی                | جام جهانی فوتبال ۱۹۶۲ | جام جهانی فوتبال ۱۹۶۲ | ژوئن ۲, ۱۹۶۲   |
| ۱۵.   | آنجل کابررا              |            | ۷۱'             | اروگوئه             | ۱–۳                                  | یوگسلاوی            | جام جهانی فوتبال ۱۹۶۲ | جام جهانی فوتبال ۱۹۶۲ | ژوئن ۲, ۱۹۶۲   |
| ۱۶.   | ولادمیر پوپوویچ          |            | ۷۱'             | یوگسلاوی            | ۳–۱                                  | اروگوئه             | جام جهانی فوتبال ۱۹۶۲ | جام جهانی فوتبال ۱۹۶۲ | ژوئن ۲, ۱۹۶۲   |
| ۱۷.   | هونورینو لاندا           |            | ۸۰'             | شیلی                | ۲–۴                                  | برزیل               | جام جهانی فوتبال ۱۹۶۲ | جام جهانی فوتبال ۱۹۶۲ | ژوئن ۱۳, ۱۹۶۲  |
| ۱۸.   | گارینشا                  |            | ۸۳'             | برزیل               | ۴–۲                                  | شیلی                | جام جهانی فوتبال ۱۹۶۲ | جام جهانی فوتبال ۱۹۶۲ | ژوئن ۱۳, ۱۹۶۲  |
| ۱۹.   | Rafael Albrecht          |            | ۶۵'             | آرژانتین            | ۰–۰                                  | آلمان غربی          | جام جهانی فوتبال ۱۹۶۶ | جام جهانی فوتبال ۱۹۶۶ | ژوئیه ۱۶, ۱۹۶۶ |
| ۲۰.   | Antonio Rattín           |            | ۳۵'             | آرژانتین            | ۰–۱                                  | انگلستان            | جام جهانی فوتبال ۱۹۶۶ | جام جهانی فوتبال ۱۹۶۶ | ژوئیه ۲۳, ۱۹۶۶ |
| ۲۱.   | Horacio Troche           |            | ۴۹'             | اروگوئه             | ۰–۴                                  | آلمان غربی          | جام جهانی فوتبال ۱۹۶۶ | جام جهانی فوتبال ۱۹۶۶ | ژوئیه ۲۳, ۱۹۶۶ |
| ۲۲.   | Héctor Silva             |            | ۵۴'             | اروگوئه             | ۰–۴                                  | آلمان غربی          | جام جهانی فوتبال ۱۹۶۶ | جام جهانی فوتبال ۱۹۶۶ | ژوئیه ۲۳, ۱۹۶۶ |
| ۲۳.   | Igor Chislenko           |            | ۴۴'             | اتحاد جماهیر شوروی  | ۱–۲                                  | آلمان غربی          | جام جهانی فوتبال ۱۹۶۶ | جام جهانی فوتبال ۱۹۶۶ | ژوئیه ۲۵, ۱۹۶۶ |
| ۲۴.   | Carlos Caszely           |            | ۱۳', ۶۷'        | شیلی                | ۰–۱                                  | آلمان غربی          | جام جهانی فوتبال ۱۹۷۴ | جام جهانی فوتبال ۱۹۷۴ | ژوئن ۱۴, ۱۹۷۴  |
| ۲۵.   | Julio Montero Castillo   |            | ۶۹'             | اروگوئه             | ۰–۲                                  | هلند                | جام جهانی فوتبال ۱۹۷۴ | جام جهانی فوتبال ۱۹۷۴ | ژوئن ۱۵, ۱۹۷۴  |
| ۲۶.   | Mulamba Ndaye            |            | ۲۲'             | زئیر                | ۰–۹                                  | یوگسلاوی            | جام جهانی فوتبال ۱۹۷۴ | جام جهانی فوتبال ۱۹۷۴ | ژوئن ۱۸, ۱۹۷۴  |
| ۲۷.   | Ray Richards             |            | ۳۷', ۸۳'        | استرالیا            | ۰–۰                                  | شیلی                | جام جهانی فوتبال ۱۹۷۴ | جام جهانی فوتبال ۱۹۷۴ | ژوئن ۲۲, ۱۹۷۴  |
| ۲۸.   | لوئیز پریرا              |            | ۸۴'             | برزیل               | ۰–۲                                  | هلند                | جام جهانی فوتبال ۱۹۷۴ | جام جهانی فوتبال ۱۹۷۴ | ژوئیه ۳, ۱۹۷۴  |
| ۲۹.   | András Törõcsik          |            | ۴۸', ۸۲'        | مجارستان            | ۱–۲                                  | آرژانتین            | جام جهانی فوتبال ۱۹۷۸ | جام جهانی فوتبال ۱۹۷۸ | ژوئن ۲, ۱۹۷۸   |
| ۳۰.   | Tibor Nyilasi            |            | ۲۱', ۸۹'        | مجارستان            | ۱–۲                                  | آرژانتین            | جام جهانی فوتبال ۱۹۷۸ | جام جهانی فوتبال ۱۹۷۸ | ژوئن ۲, ۱۹۷۸   |
| ۳۱.   | Dick Nanninga            |            | ۸۸'             | هلند                | ۲–۲                                  | آلمان غربی          | جام جهانی فوتبال ۱۹۷۸ | جام جهانی فوتبال ۱۹۷۸ | ژوئن ۱۸, ۱۹۷۸  |
| ۳۲.   | Ladislav Vízek           |            | ۸۷'             | چکسلواکی            | ۱–۱                                  | فرانسه              | جام جهانی فوتبال ۱۹۸۲ | جام جهانی فوتبال ۱۹۸۲ | ژوئن ۲۴, ۱۹۸۲  |
| ۳۳.   | Gilberto Yearwood        |            | ۸۹'             | هندوراس             | ۰–۱                                  | یوگسلاوی            | جام جهانی فوتبال ۱۹۸۲ | جام جهانی فوتبال ۱۹۸۲ | ژوئن ۲۴, ۱۹۸۲  |
| ۳۴.   | Mal Donaghy              |            | ۶۲'             | ایرلند شمالی        | ۱–۰                                  | اسپانیا             | جام جهانی فوتبال ۱۹۸۲ | جام جهانی فوتبال ۱۹۸۲ | ژوئن ۲۵, ۱۹۸۲  |
| ۳۵.   | Américo Gallego          |            | ۸۴'             | آرژانتین            | ۱–۲                                  | ایتالیا             | جام جهانی فوتبال ۱۹۸۲ | جام جهانی فوتبال ۱۹۸۲ | ژوئن ۲۹, ۱۹۸۲  |
| ۳۶.   | Diego Maradona           |            | ۸۵'             | آرژانتین            | ۱–۳                                  | برزیل               | جام جهانی فوتبال ۱۹۸۲ | جام جهانی فوتبال ۱۹۸۲ | ژوئیه ۲, ۱۹۸۲  |
| ۳۷.   | Mike Sweeney             |            | ۵۲', ۸۵'        | کانادا              | ۰–۲                                  | مجارستان            | جام جهانی فوتبال ۱۹۸۶ | جام جهانی فوتبال ۱۹۸۶ | ژوئن ۶, ۱۹۸۶   |
| ۳۸.   | Ray Wilkins              |            | ۴۰', ۴۲'        | انگلستان            | ۰–۰                                  | مراکش               | جام جهانی فوتبال ۱۹۸۶ | جام جهانی فوتبال ۱۹۸۶ | ژوئن ۶, ۱۹۸۶   |
| ۳۹.   | Basil Gorgis             |            | ۵۲'             | عراق                | ۱–۲                                  | بلژیک               | جام جهانی فوتبال ۱۹۸۶ | جام جهانی فوتبال ۱۹۸۶ | ژوئن ۸, ۱۹۸۶   |
| ۴۰.   | Miguel Bossio            |            | ۱۳', ۱۹'        | اروگوئه             | ۱–۶                                  | دانمارک             | جام جهانی فوتبال ۱۹۸۶ | جام جهانی فوتبال ۱۹۸۶ | ژوئن ۸, ۱۹۸۶   |
| ۴۱.   | José Batista             |            | ۱'              | اروگوئه             | ۰–۰                                  | اسکاتلند            | جام جهانی فوتبال ۱۹۸۶ | جام جهانی فوتبال ۱۹۸۶ | ژوئن ۱۳, ۱۹۸۶  |
| ۴۲.   | Frank Arnesen            |            | ۳۶', ۸۸'        | دانمارک             | ۲–۰                                  | آلمان غربی          | جام جهانی فوتبال ۱۹۸۶ | جام جهانی فوتبال ۱۹۸۶ | ژوئن ۱۳, ۱۹۸۶  |
| ۴۳.   | Thomas Berthold          |            | ۶۴'             | آلمان غربی          | ۰–۰                                  | مکزیک               | جام جهانی فوتبال ۱۹۸۶ | جام جهانی فوتبال ۱۹۸۶ | ژوئن ۲۱, ۱۹۸۶  |
| ۴۴.   | Javier Aguirre           |            | ۲۰', ۱۰۰'       | مکزیک               | ۰–۰                                  | آلمان غربی          | جام جهانی فوتبال ۱۹۸۶ | جام جهانی فوتبال ۱۹۸۶ | ژوئن ۲۱, ۱۹۸۶  |
| ۴۵.   | André Kana-Biyik         |            | ۶۱'             | کامرون              | ۱–۰                                  | آرژانتین            | جام جهانی فوتبال ۱۹۹۰ | جام جهانی فوتبال ۱۹۹۰ | ژوئن ۸, ۱۹۹۰   |
| ۴۶.   | Benjamin Massing         |            | ۱۰', ۸۹'        | کامرون              | ۱–۰                                  | آرژانتین            | جام جهانی فوتبال ۱۹۹۰ | جام جهانی فوتبال ۱۹۹۰ | ژوئن ۸, ۱۹۹۰   |
| ۴۷.   | Eric Wynalda             |            | ۵۲'             | ایالات متحده آمریکا | ۱–۵                                  | چکسلواکی            | جام جهانی فوتبال ۱۹۹۰ | جام جهانی فوتبال ۱۹۹۰ | ژوئن ۱۰, ۱۹۹۰  |
| ۴۸.   | Volodymyr Bezsonov       |            | ۴۸'             | اتحاد جماهیر شوروی  | ۰–۲                                  | آرژانتین            | جام جهانی فوتبال ۱۹۹۰ | جام جهانی فوتبال ۱۹۹۰ | ژوئن ۱۳, ۱۹۹۰  |
| ۴۹.   | Eric Gerets              |            | ۳۵', ۴۲'        | بلژیک               | ۳–۱                                  | اروگوئه             | جام جهانی فوتبال ۱۹۹۰ | جام جهانی فوتبال ۱۹۹۰ | ژوئن ۱۷, ۱۹۹۰  |
| ۵۰.   | Khalil Ghanim            |            | ۳۶', ۷۶'        | امارات متحدهٔ عربی   | ۱–۴                                  | یوگسلاوی            | جام جهانی فوتبال ۱۹۹۰ | جام جهانی فوتبال ۱۹۹۰ | ژوئن ۱۹, ۱۹۹۰  |
| ۵۱.   | Peter Artner             |            | ۳۴'             | اتریش               | ۲–۱                                  | ایالات متحده آمریکا | جام جهانی فوتبال ۱۹۹۰ | جام جهانی فوتبال ۱۹۹۰ | ژوئن ۱۹, ۱۹۹۰  |
| ۵۲.   | Yoon Deuk-yeo            |            | ۷۰'             | کرهٔ جنوبی           | ۰–۱                                  | اروگوئه             | جام جهانی فوتبال ۱۹۹۰ | جام جهانی فوتبال ۱۹۹۰ | ژوئن ۲۱, ۱۹۹۰  |
| ۵۳.   | ریکاردو گومز             |            | ۸۵'             | برزیل               | ۰–۱                                  | آرژانتین            | جام جهانی فوتبال ۱۹۹۰ | جام جهانی فوتبال ۱۹۹۰ | ژوئن ۲۴, ۱۹۹۰  |
| ۵۴.   | Rudi Völler              |            | ۲۲'             | آلمان غربی          | ۲–۱                                  | هلند                | جام جهانی فوتبال ۱۹۹۰ | جام جهانی فوتبال ۱۹۹۰ | ژوئن ۲۴, ۱۹۹۰  |
| ۵۵.   | Frank Rijkaard           |            | ۲۲'             | هلند                | ۱–۲                                  | آلمان غربی          | جام جهانی فوتبال ۱۹۹۰ | جام جهانی فوتبال ۱۹۹۰ | ژوئن ۲۴, ۱۹۹۰  |
| ۵۶.   | Refik Šabanadžović       |            | ۳۱'             | یوگسلاوی            | ۰–۰وقت اضافه                         | آرژانتین            | جام جهانی فوتبال ۱۹۹۰ | جام جهانی فوتبال ۱۹۹۰ | ژوئن ۳۰, ۱۹۹۰  |
| ۵۷.   | Ľubomír Moravčík         |            | ۱۱', ۷۰'        | چکسلواکی            | ۰–۱                                  | آلمان غربی          | جام جهانی فوتبال ۱۹۹۰ | جام جهانی فوتبال ۱۹۹۰ | ژوئیه ۱, ۱۹۹۰  |
| ۵۸.   | Ricardo Giusti           |            | ۱۰۳'            | آرژانتین            | ۱–۱وقت اضافه                         | ایتالیا             | جام جهانی فوتبال ۱۹۹۰ | جام جهانی فوتبال ۱۹۹۰ | ژوئیه ۳, ۱۹۹۰  |
| ۵۹.   | Pedro Monzón             |            | ۶۵'             | آرژانتین            | فینال جام جهانی فوتبال ۱۹۹۰          | آلمان غربی          | جام جهانی فوتبال ۱۹۹۰ | جام جهانی فوتبال ۱۹۹۰ | ژوئیه ۸, ۱۹۹۰  |
| ۶۰.   | Gustavo Dezotti          |            | ۵', ۸۷'         | آرژانتین            | فینال جام جهانی فوتبال ۱۹۹۰          | آلمان غربی          | جام جهانی فوتبال ۱۹۹۰ | جام جهانی فوتبال ۱۹۹۰ | ژوئیه ۸, ۱۹۹۰  |
| ۶۱.   | Marco Etcheverry         |            | ۸۴'             | بولیوی              | ۰–۱                                  | آلمان               | جام جهانی فوتبال ۱۹۹۴ | جام جهانی فوتبال ۱۹۹۴ | ژوئن ۱۷, ۱۹۹۴  |
| ۶۲.   | Miguel Angel Nadal       |            | ۲۶'             | اسپانیا             | ۲–۲                                  | کرهٔ جنوبی           | جام جهانی فوتبال ۱۹۹۴ | جام جهانی فوتبال ۱۹۹۴ | ژوئن ۱۷, ۱۹۹۴  |
| ۶۳.   | Ion Vlădoiu              |            | ۷۴'             | رومانی              | ۱–۴                                  | سوئیس               | جام جهانی فوتبال ۱۹۹۴ | جام جهانی فوتبال ۱۹۹۴ | ژوئن ۲۲, ۱۹۹۴  |
| ۶۴.   | Gianluca Pagliuca        |            | ۲۱'             | ایتالیا             | ۱–۰                                  | نروژ                | جام جهانی فوتبال ۱۹۹۴ | جام جهانی فوتبال ۱۹۹۴ | ژوئن ۲۳, ۱۹۹۴  |
| ۶۵.   | Luis Cristaldo           |            | ۲۲', ۸۲'        | بولیوی              | ۰–۰                                  | کرهٔ جنوبی           | جام جهانی فوتبال ۱۹۹۴ | جام جهانی فوتبال ۱۹۹۴ | ژوئن ۲۳, ۱۹۹۴  |
| ۶۶.   | Rigobert Song            |            | ۸۴'             | کامرون              | ۰–۳                                  | برزیل               | جام جهانی فوتبال ۱۹۹۴ | جام جهانی فوتبال ۱۹۹۴ | ژوئن ۲۴, ۱۹۹۴  |
| ۶۷.   | Sergei Gorlukovich       |            | ۱', ۴۹'         | روسیه               | ۱–۳                                  | سوئد                | جام جهانی فوتبال ۱۹۹۴ | جام جهانی فوتبال ۱۹۹۴ | ژوئن ۲۴, ۱۹۹۴  |
| ۶۸.   | Tsanko Tsvetanov         |            | ۴۵', ۶۷'        | بلغارستان           | ۲–۰                                  | آرژانتین            | جام جهانی فوتبال ۱۹۹۴ | جام جهانی فوتبال ۱۹۹۴ | ژوئن ۳۰, ۱۹۹۴  |
| ۶۹.   | Leonardo                 |            | ۴۴'             | برزیل               | ۱–۰                                  | ایالات متحده آمریکا | جام جهانی فوتبال ۱۹۹۴ | جام جهانی فوتبال ۱۹۹۴ | ژوئیه ۴, ۱۹۹۴  |
| ۷۰.   | Fernando Clavijo         |            | ۶۴', ۸۵'        | ایالات متحده آمریکا | ۰–۱                                  | برزیل               | جام جهانی فوتبال ۱۹۹۴ | جام جهانی فوتبال ۱۹۹۴ | ژوئیه ۴, ۱۹۹۴  |
| ۷۱.   | Gianfranco Zola          |            | ۷۶'             | ایتالیا             | ۲–۱وقت اضافه                         | نیجریه              | جام جهانی فوتبال ۱۹۹۴ | جام جهانی فوتبال ۱۹۹۴ | ژوئیه ۵, ۱۹۹۴  |
| ۷۲.   | Emil Kremenliev          |            | ۱۲', ۵۰'        | بلغارستان           | ۱–۱وقت اضافه                         | مکزیک               | جام جهانی فوتبال ۱۹۹۴ | جام جهانی فوتبال ۱۹۹۴ | ژوئیه ۵, ۱۹۹۴  |
| ۷۳.   | Luis García              |            | ۲۸', ۵۷'        | مکزیک               | ۱–۱وقت اضافه                         | بلغارستان           | جام جهانی فوتبال ۱۹۹۴ | جام جهانی فوتبال ۱۹۹۴ | ژوئیه ۵, ۱۹۹۴  |
| ۷۴.   | Stefan Schwarz           |            | ۴۳', ۱۰۱'       | سوئد                | ۲–۲وقت اضافه                         | رومانی              | جام جهانی فوتبال ۱۹۹۴ | جام جهانی فوتبال ۱۹۹۴ | ژوئیه ۱۰, ۱۹۹۴ |
| ۷۵.   | Jonas Thern              |            | ۶۴'             | سوئد                | ۰–۱                                  | برزیل               | جام جهانی فوتبال ۱۹۹۴ | جام جهانی فوتبال ۱۹۹۴ | ژوئیه ۱۳, ۱۹۹۴ |
| ۷۶.   | Anatoli Nankov           |            | ۲۷', ۸۹'        | بلغارستان           | ۰–۰                                  | پاراگوئه            | جام جهانی فوتبال ۱۹۹۸ | جام جهانی فوتبال ۱۹۹۸ | ژوئن ۱۲, ۱۹۹۸  |
| ۷۷.   | Ha Seok-ju               |            | ۳۰'             | کرهٔ جنوبی           | ۱–۳                                  | مکزیک               | جام جهانی فوتبال ۱۹۹۸ | جام جهانی فوتبال ۱۹۹۸ | ژوئن ۱۳, ۱۹۹۸  |
| ۷۸.   | Patrick Kluivert         |            | ۷۹'             | هلند                | ۰–۰                                  | بلژیک               | جام جهانی فوتبال ۱۹۹۸ | جام جهانی فوتبال ۱۹۹۸ | ژوئن ۱۳, ۱۹۹۸  |
| ۷۹.   | Raymond Kalla            |            | ۴۳'             | کامرون              | ۰–۳                                  | ایتالیا             | جام جهانی فوتبال ۱۹۹۸ | جام جهانی فوتبال ۱۹۹۸ | ژوئن ۱۷, ۱۹۹۸  |
| ۸۰.   | Miklos Molnar            |            | ۶۷'             | دانمارک             | ۱–۱                                  | آفریقای جنوبی       | جام جهانی فوتبال ۱۹۹۸ | جام جهانی فوتبال ۱۹۹۸ | ژوئن ۱۸, ۱۹۹۸  |
| ۸۱.   | Alfred Phiri             |            | ۶۵', ۶۸'        | آفریقای جنوبی       | ۱–۱                                  | دانمارک             | جام جهانی فوتبال ۱۹۹۸ | جام جهانی فوتبال ۱۹۹۸ | ژوئن ۱۸, ۱۹۹۸  |
| ۸۲.   | Morten Wieghorst         |            | ۸۵'             | دانمارک             | ۱–۱                                  | آفریقای جنوبی       | جام جهانی فوتبال ۱۹۹۸ | جام جهانی فوتبال ۱۹۹۸ | ژوئن ۱۸, ۱۹۹۸  |
| ۸۳.   | Mohammed Al-Khilaiwi     |            | ۱۹'             | عربستان سعودی       | ۰–۴                                  | فرانسه              | جام جهانی فوتبال ۱۹۹۸ | جام جهانی فوتبال ۱۹۹۸ | ژوئن ۱۸, ۱۹۹۸  |
| ۸۴.   | Zinedine Zidane          |            | ۷۱'             | فرانسه              | ۴–۰                                  | عربستان سعودی       | جام جهانی فوتبال ۱۹۹۸ | جام جهانی فوتبال ۱۹۹۸ | ژوئن ۱۸, ۱۹۹۸  |
| ۸۵.   | Pável Pardo              |            | ۲۹'             | مکزیک               | ۲–۲                                  | بلژیک               | جام جهانی فوتبال ۱۹۹۸ | جام جهانی فوتبال ۱۹۹۸ | ژوئن ۲۰, ۱۹۹۸  |
| ۸۶.   | Gert Verheyen            |            | ۵۵'             | بلژیک               | ۲–۲                                  | مکزیک               | جام جهانی فوتبال ۱۹۹۸ | جام جهانی فوتبال ۱۹۹۸ | ژوئن ۲۰, ۱۹۹۸  |
| ۸۷.   | Darryl Powell            |            | ۴', ۴۵'         | جامائیکا            | ۰–۵                                  | آرژانتین            | جام جهانی فوتبال ۱۹۹۸ | جام جهانی فوتبال ۱۹۹۸ | ژوئن ۲۱, ۱۹۹۸  |
| ۸۸.   | Rigobert Song (۲)        |            | ۸', ۵۱'         | کامرون              | ۱–۱                                  | شیلی                | جام جهانی فوتبال ۱۹۹۸ | جام جهانی فوتبال ۱۹۹۸ | ژوئن ۲۳, ۱۹۹۸  |
| ۸۹.   | Lauren                   |            | ۸۹'             | کامرون              | ۱–۱                                  | شیلی                | جام جهانی فوتبال ۱۹۹۸ | جام جهانی فوتبال ۱۹۹۸ | ژوئن ۲۳, ۱۹۹۸  |
| ۹۰.   | Craig Burley             |            | ۵۴'             | اسکاتلند            | ۰–۳                                  | مراکش               | جام جهانی فوتبال ۱۹۹۸ | جام جهانی فوتبال ۱۹۹۸ | ژوئن ۲۳, ۱۹۹۸  |
| ۹۱.   | Ramón Ramírez            |            | ۸۹'             | مکزیک               | ۲–۲                                  | هلند                | جام جهانی فوتبال ۱۹۹۸ | جام جهانی فوتبال ۱۹۹۸ | ژوئن ۲۵, ۱۹۹۸  |
| ۹۲.   | David Beckham            |            | ۴۷'             | انگلستان            | ۲–۲وقت اضافه                         | آرژانتین            | جام جهانی فوتبال ۱۹۹۸ | جام جهانی فوتبال ۱۹۹۸ | ژوئن ۳۰, ۱۹۹۸  |
| ۹۳.   | Arthur Numan             |            | ۱۷', ۷۶'        | هلند                | ۲–۱                                  | آرژانتین            | جام جهانی فوتبال ۱۹۹۸ | جام جهانی فوتبال ۱۹۹۸ | ژوئیه ۴, ۱۹۹۸  |
| ۹۴.   | Ariel Ortega             |            | ۸۷'             | آرژانتین            | ۱–۲                                  | هلند                | جام جهانی فوتبال ۱۹۹۸ | جام جهانی فوتبال ۱۹۹۸ | ژوئیه ۴, ۱۹۹۸  |
| ۹۵.   | Christian Wörns          |            | ۴۰'             | آلمان               | ۰–۳                                  | کرواسی              | جام جهانی فوتبال ۱۹۹۸ | جام جهانی فوتبال ۱۹۹۸ | ژوئیه ۴, ۱۹۹۸  |
| ۹۶.   | Laurent Blanc            |            | ۷۳'             | فرانسه              | ۲–۱                                  | کرواسی              | جام جهانی فوتبال ۱۹۹۸ | جام جهانی فوتبال ۱۹۹۸ | ژوئیه ۸, ۱۹۹۸  |
| ۹۷.   | Marcel Desailly          |            | ۴۸', ۶۸'        | فرانسه              | فینال جام جهانی فوتبال ۱۹۹۸          | برزیل               | جام جهانی فوتبال ۱۹۹۸ | جام جهانی فوتبال ۱۹۹۸ | ژوئیه ۱۲, ۱۹۹۸ |
| ۹۸.   | Boris Živković           |            | ۵۹'             | کرواسی              | ۰–۱                                  | مکزیک               | جام جهانی فوتبال ۲۰۰۲ | جام جهانی فوتبال ۲۰۰۲ | ژوئن ۳, ۲۰۰۲   |
| ۹۹.   | Alpay Özalan             |            | ۸۶'             | ترکیه               | ۱–۲                                  | برزیل               | جام جهانی فوتبال ۲۰۰۲ | جام جهانی فوتبال ۲۰۰۲ | ژوئن ۳, ۲۰۰۲   |
| ۱۰۰.  | Hakan Ünsal              |            | ۲۴', ۹۰'        | ترکیه               | ۱–۲                                  | برزیل               | جام جهانی فوتبال ۲۰۰۲ | جام جهانی فوتبال ۲۰۰۲ | ژوئن ۳, ۲۰۰۲   |
| ۱۰۱.  | Thierry Henry            |            | ۲۵'             | فرانسه              | ۰–۰                                  | اروگوئه             | جام جهانی فوتبال ۲۰۰۲ | جام جهانی فوتبال ۲۰۰۲ | ژوئن ۶, ۲۰۰۲   |
| ۱۰۲.  | Salif Diao               |            | ۶۲'             | سنگال               | ۱–۱                                  | دانمارک             | جام جهانی فوتبال ۲۰۰۲ | جام جهانی فوتبال ۲۰۰۲ | ژوئن ۶, ۲۰۰۲   |
| ۱۰۳.  | Carsten Ramelow          |            | ۳۷', ۴۰'        | آلمان               | ۲–۰                                  | کامرون              | جام جهانی فوتبال ۲۰۰۲ | جام جهانی فوتبال ۲۰۰۲ | ژوئن ۱۱, ۲۰۰۲  |
| ۱۰۴.  | Patrick Suffo            |            | ۶۰', ۷۷'        | کامرون              | ۰–۲                                  | آلمان               | جام جهانی فوتبال ۲۰۰۲ | جام جهانی فوتبال ۲۰۰۲ | ژوئن ۱۱, ۲۰۰۲  |
| ۱۰۵.  | Claudio Caniggia         |            | ۴۵'             | آرژانتین            | ۱–۱                                  | سوئد                | جام جهانی فوتبال ۲۰۰۲ | جام جهانی فوتبال ۲۰۰۲ | ژوئن ۱۲, ۲۰۰۲  |
| ۱۰۶.  | Carlos Paredes           |            | ۴', ۲۲'         | پاراگوئه            | ۳–۱                                  | اسلوونی             | جام جهانی فوتبال ۲۰۰۲ | جام جهانی فوتبال ۲۰۰۲ | ژوئن ۱۲, ۲۰۰۲  |
| ۱۰۷.  | Nastja Čeh               |            | ۸۱'             | اسلوونی             | ۱–۳                                  | پاراگوئه            | جام جهانی فوتبال ۲۰۰۲ | جام جهانی فوتبال ۲۰۰۲ | ژوئن ۱۲, ۲۰۰۲  |
| ۱۰۸.  | Shao Jiayi               |            | ۵۸'             | چین                 | ۰–۳                                  | ترکیه               | جام جهانی فوتبال ۲۰۰۲ | جام جهانی فوتبال ۲۰۰۲ | ژوئن ۱۳, ۲۰۰۲  |
| ۱۰۹.  | João Pinto               |            | ۲۷'             | پرتغال              | ۰–۱                                  | کرهٔ جنوبی           | جام جهانی فوتبال ۲۰۰۲ | جام جهانی فوتبال ۲۰۰۲ | ژوئن ۱۴, ۲۰۰۲  |
| ۱۱۰.  | Beto                     |            | ۲۲', ۶۶'        | پرتغال              | ۰–۱                                  | کرهٔ جنوبی           | جام جهانی فوتبال ۲۰۰۲ | جام جهانی فوتبال ۲۰۰۲ | ژوئن ۱۴, ۲۰۰۲  |
| ۱۱۱.  | Roberto Acuña            |            | ۹۰'             | پاراگوئه            | ۰–۱                                  | آلمان               | جام جهانی فوتبال ۲۰۰۲ | جام جهانی فوتبال ۲۰۰۲ | ژوئن ۱۵, ۲۰۰۲  |
| ۱۱۲.  | Rafael Márquez           |            | ۸۸'             | مکزیک               | ۰–۲                                  | ایالات متحده آمریکا | جام جهانی فوتبال ۲۰۰۲ | جام جهانی فوتبال ۲۰۰۲ | ژوئن ۱۷, ۲۰۰۲  |
| ۱۱۳.  | Francesco Totti          |            | ۲۲', ۱۰۳'       | ایتالیا             | ۱–۲وقت اضافه                         | کرهٔ جنوبی           | جام جهانی فوتبال ۲۰۰۲ | جام جهانی فوتبال ۲۰۰۲ | ژوئن ۱۸, ۲۰۰۲  |
| ۱۱۴.  | رونالدینیو               |            | ۵۷'             | برزیل               | ۲–۱                                  | انگلستان            | جام جهانی فوتبال ۲۰۰۲ | جام جهانی فوتبال ۲۰۰۲ | ژوئن ۲۱, ۲۰۰۲  |
| ۱۱۵.  | Avery John               |            | ۱۵', ۴۶'        | ترینیداد و توباگو   | ۰–۰                                  | سوئد                | جام جهانی فوتبال ۲۰۰۶ | جام جهانی فوتبال ۲۰۰۶ | ژوئن ۱۰, ۲۰۰۶  |
| ۱۱۶.  | Jean-Paul Abalo          |            | ۲۳', ۵۳'        | توگو                | ۱–۲                                  | کرهٔ جنوبی           | جام جهانی فوتبال ۲۰۰۶ | جام جهانی فوتبال ۲۰۰۶ | ژوئن ۱۳, ۲۰۰۶  |
| ۱۱۷.  | Vladyslav Vashchuk       |            | ۴۷'             | اوکراین             | ۰–۴                                  | اسپانیا             | جام جهانی فوتبال ۲۰۰۶ | جام جهانی فوتبال ۲۰۰۶ | ژوئن ۱۴, ۲۰۰۶  |
| ۱۱۸.  | Radosław Sobolewski      |            | ۲۸', ۷۵'        | لهستان              | ۰–۱                                  | آلمان               | جام جهانی فوتبال ۲۰۰۶ | جام جهانی فوتبال ۲۰۰۶ | ژوئن ۱۴, ۲۰۰۶  |
| ۱۱۹.  | Mateja Kežman            |            | ۶۵'             | صربستان و مونته‌نگرو | ۰–۶                                  | آرژانتین            | جام جهانی فوتبال ۲۰۰۶ | جام جهانی فوتبال ۲۰۰۶ | ژوئن ۱۶, ۲۰۰۶  |
| ۱۲۰.  | Andre                    |            | ۴۴', ۷۹'        | آنگولا              | ۰–۰                                  | مکزیک               | جام جهانی فوتبال ۲۰۰۶ | جام جهانی فوتبال ۲۰۰۶ | ژوئن ۱۶, ۲۰۰۶  |
| ۱۲۱.  | Tomáš Ujfaluši           |            | ۶۶'             | چک                  | ۰–۲                                  | غنا                 | جام جهانی فوتبال ۲۰۰۶ | جام جهانی فوتبال ۲۰۰۶ | ژوئن ۱۷, ۲۰۰۶  |
| ۱۲۲.  | Daniele De Rossi         |            | ۲۸'             | ایتالیا             | ۱–۱                                  | ایالات متحده آمریکا | جام جهانی فوتبال ۲۰۰۶ | جام جهانی فوتبال ۲۰۰۶ | ژوئن ۱۷, ۲۰۰۶  |
| ۱۲۳.  | Pablo Mastroeni          |            | ۴۵'             | ایالات متحده آمریکا | ۱–۱                                  | ایتالیا             | جام جهانی فوتبال ۲۰۰۶ | جام جهانی فوتبال ۲۰۰۶ | ژوئن ۱۷, ۲۰۰۶  |
| ۱۲۴.  | Eddie Pope               |            | ۲۱', ۴۷'        | ایالات متحده آمریکا | ۱–۱                                  | ایتالیا             | جام جهانی فوتبال ۲۰۰۶ | جام جهانی فوتبال ۲۰۰۶ | ژوئن ۱۷, ۲۰۰۶  |
| ۱۲۵.  | Luis Pérez               |            | ۲۷', ۶۱'        | مکزیک               | ۱–۲                                  | پرتغال              | جام جهانی فوتبال ۲۰۰۶ | جام جهانی فوتبال ۲۰۰۶ | ژوئن ۲۱, ۲۰۰۶  |
| ۱۲۶.  | Albert Nađ               |            | ۱۷', ۴۵'        | صربستان و مونته‌نگرو | ۲–۳                                  | ساحل عاج            | جام جهانی فوتبال ۲۰۰۶ | جام جهانی فوتبال ۲۰۰۶ | ژوئن ۲۱, ۲۰۰۶  |
| ۱۲۷.  | Cyril Domoraud           |            | ۴۱', ۹۰'        | ساحل عاج            | ۳–۲                                  | صربستان و مونته‌نگرو | جام جهانی فوتبال ۲۰۰۶ | جام جهانی فوتبال ۲۰۰۶ | ژوئن ۲۱, ۲۰۰۶  |
| ۱۲۸.  | Jan Polák                |            | ۳۵', ۴۵'        | چک                  | ۰–۲                                  | ایتالیا             | جام جهانی فوتبال ۲۰۰۶ | جام جهانی فوتبال ۲۰۰۶ | ژوئن ۲۲, ۲۰۰۶  |
| ۱۲۹.  | Dario Šimić              |            | ۳۲', ۸۵'        | کرواسی              | ۲–۲                                  | استرالیا            | جام جهانی فوتبال ۲۰۰۶ | جام جهانی فوتبال ۲۰۰۶ | ژوئن ۲۲, ۲۰۰۶  |
| ۱۳۰.  | Brett Emerton            |            | ۸۱', ۸۷'        | استرالیا            | ۲–۲                                  | کرواسی              | جام جهانی فوتبال ۲۰۰۶ | جام جهانی فوتبال ۲۰۰۶ | ژوئن ۲۲, ۲۰۰۶  |
| ۱۳۱.  | Josip Šimunić            |            | ۶۱', ۹۳'        | کرواسی              | ۲–۲                                  | استرالیا            | جام جهانی فوتبال ۲۰۰۶ | جام جهانی فوتبال ۲۰۰۶ | ژوئن ۲۲, ۲۰۰۶  |
| ۱۳۲.  | Ziad Jaziri              |            | ۹', ۴۵'         | تونس                | ۰–۱                                  | اوکراین             | جام جهانی فوتبال ۲۰۰۶ | جام جهانی فوتبال ۲۰۰۶ | ژوئن ۲۳, ۲۰۰۶  |
| ۱۳۳.  | Teddy Lučić              |            | ۲۸', ۳۵'        | سوئد                | ۰–۲                                  | آلمان               | جام جهانی فوتبال ۲۰۰۶ | جام جهانی فوتبال ۲۰۰۶ | ژوئن ۲۴, ۲۰۰۶  |
| ۱۳۴.  | کاستینا                  |            | ۳۱', ۴۵'        | پرتغال              | نبرد نورنبرگ (جام جهانی فوتبال ۲۰۰۶) | هلند                | جام جهانی فوتبال ۲۰۰۶ | جام جهانی فوتبال ۲۰۰۶ | ژوئن ۲۵, ۲۰۰۶  |
| ۱۳۵.  | Khalid Boulahrouz        |            | ۷', ۶۴'         | هلند                | نبرد نورنبرگ (جام جهانی فوتبال ۲۰۰۶) | پرتغال              | جام جهانی فوتبال ۲۰۰۶ | جام جهانی فوتبال ۲۰۰۶ | ژوئن ۲۵, ۲۰۰۶  |
| ۱۳۶.  | دکو                      |            | ۷۳', ۷۸'        | پرتغال              | نبرد نورنبرگ (جام جهانی فوتبال ۲۰۰۶) | هلند                | جام جهانی فوتبال ۲۰۰۶ | جام جهانی فوتبال ۲۰۰۶ | ژوئن ۲۵, ۲۰۰۶  |
| ۱۳۷.  | Giovanni van Bronckhorst |            | ۵۹', ۹۰'        | هلند                | نبرد نورنبرگ (جام جهانی فوتبال ۲۰۰۶) | پرتغال              | جام جهانی فوتبال ۲۰۰۶ | جام جهانی فوتبال ۲۰۰۶ | ژوئن ۲۵, ۲۰۰۶  |
| ۱۳۸.  | Marco Materazzi          |            | ۵۱'             | ایتالیا             | ۱–۰                                  | استرالیا            | جام جهانی فوتبال ۲۰۰۶ | جام جهانی فوتبال ۲۰۰۶ | ژوئن ۲۶, ۲۰۰۶  |
| ۱۳۹.  | Asamoah Gyan             |            | ۴۸', ۸۱'        | غنا                 | ۰–۳                                  | برزیل               | جام جهانی فوتبال ۲۰۰۶ | جام جهانی فوتبال ۲۰۰۶ | ژوئن ۲۷, ۲۰۰۶  |
| ۱۴۰.  | Leandro Cufré            |            | ۱۲۰'            | آرژانتین            | ۱–۱وقت اضافه                         | آلمان               | جام جهانی فوتبال ۲۰۰۶ | جام جهانی فوتبال ۲۰۰۶ | ژوئن ۳۰, ۲۰۰۶  |
| ۱۴۱.  | Wayne Rooney             |            | ۶۲'             | انگلستان            | ۰–۰وقت اضافه                         | پرتغال              | جام جهانی فوتبال ۲۰۰۶ | جام جهانی فوتبال ۲۰۰۶ | ژوئیه ۱, ۲۰۰۶  |
| ۱۴۲.  | Zinedine Zidane (۲)      |            | ۱۱۰'            | فرانسه              | فینال جام جهانی فوتبال ۲۰۰۶          | ایتالیا             | جام جهانی فوتبال ۲۰۰۶ | جام جهانی فوتبال ۲۰۰۶ | ژوئیه ۹, ۲۰۰۶  |
| ۱۴۳.  | Nicolás Lodeiro          |            | ۶۵', ۸۱'        | اروگوئه             | ۰–۰                                  | فرانسه              | جام جهانی فوتبال ۲۰۱۰ | جام جهانی فوتبال ۲۰۱۰ | ژوئن ۱۱, ۲۰۱۰  |
| ۱۴۴.  | Abdelkader Ghezzal       |            | ۵۹', ۷۳'        | الجزایر             | ۰–۱                                  | اسلوونی             | جام جهانی فوتبال ۲۰۱۰ | جام جهانی فوتبال ۲۰۱۰ | ژوئن ۱۳, ۲۰۱۰  |
| ۱۴۵.  | Aleksandar Luković       |            | ۵۴', ۷۴'        | صربستان             | ۰–۱                                  | غنا                 | جام جهانی فوتبال ۲۰۱۰ | جام جهانی فوتبال ۲۰۱۰ | ژوئن ۱۳, ۲۰۱۰  |
| ۱۴۶.  | Tim Cahill               |            | ۵۶'             | استرالیا            | ۰–۴                                  | آلمان               | جام جهانی فوتبال ۲۰۱۰ | جام جهانی فوتبال ۲۰۱۰ | ژوئن ۱۳, ۲۰۱۰  |
| ۱۴۷.  | Itumeleng Khune          |            | ۷۶'             | آفریقای جنوبی       | ۰–۳                                  | اروگوئه             | جام جهانی فوتبال ۲۰۱۰ | جام جهانی فوتبال ۲۰۱۰ | ژوئن ۱۶, ۲۰۱۰  |
| ۱۴۸.  | Sani Kaita               |            | ۳۳'             | نیجریه              | ۱–۲                                  | یونان               | جام جهانی فوتبال ۲۰۱۰ | جام جهانی فوتبال ۲۰۱۰ | ژوئن ۱۷, ۲۰۱۰  |
| ۱۴۹.  | Miroslav Klose           |            | ۱۲', ۳۷'        | آلمان               | ۰–۱                                  | صربستان             | جام جهانی فوتبال ۲۰۱۰ | جام جهانی فوتبال ۲۰۱۰ | ژوئن ۱۸, ۲۰۱۰  |
| ۱۵۰.  | Harry Kewell             |            | ۲۴'             | استرالیا            | ۱–۱                                  | غنا                 | جام جهانی فوتبال ۲۰۱۰ | جام جهانی فوتبال ۲۰۱۰ | ژوئن ۱۹, ۲۰۱۰  |
| ۱۵۱.  | کاکا                     |            | ۸۵', ۸۸'        | برزیل               | ۳–۱                                  | ساحل عاج            | جام جهانی فوتبال ۲۰۱۰ | جام جهانی فوتبال ۲۰۱۰ | ژوئن ۲۰, ۲۰۱۰  |
| ۱۵۲.  | Valon Behrami            |            | ۳۱'             | سوئیس               | ۰–۱                                  | شیلی                | جام جهانی فوتبال ۲۰۱۰ | جام جهانی فوتبال ۲۰۱۰ | ژوئن ۲۱, ۲۰۱۰  |
| ۱۵۳.  | Yoann Gourcuff           |            | ۲۵'             | فرانسه              | ۱–۲                                  | آفریقای جنوبی       | جام جهانی فوتبال ۲۰۱۰ | جام جهانی فوتبال ۲۰۱۰ | ژوئن ۲۲, ۲۰۱۰  |
| ۱۵۴.  | Antar Yahia              |            | ۷۶', ۹۰'        | الجزایر             | ۰–۱                                  | ایالات متحده آمریکا | جام جهانی فوتبال ۲۰۱۰ | جام جهانی فوتبال ۲۰۱۰ | ژوئن ۲۳, ۲۰۱۰  |
| ۱۵۵.  | Marco Estrada            |            | ۲۱', ۳۷'        | شیلی                | ۱–۲                                  | اسپانیا             | جام جهانی فوتبال ۲۰۱۰ | جام جهانی فوتبال ۲۰۱۰ | ژوئن ۲۵, ۲۰۱۰  |
| ۱۵۶.  | Ricardo Costa            |            | ۸۹'             | پرتغال              | ۰–۱                                  | اسپانیا             | جام جهانی فوتبال ۲۰۱۰ | جام جهانی فوتبال ۲۰۱۰ | ژوئن ۲۹, ۲۰۱۰  |
| ۱۵۷.  | Felipe Melo              |            | ۷۳'             | برزیل               | ۱–۲                                  | هلند                | جام جهانی فوتبال ۲۰۱۰ | جام جهانی فوتبال ۲۰۱۰ | ژوئیه ۲, ۲۰۱۰  |
| ۱۵۸.  | Luis Suárez              |            | ۱۲۰'            | اروگوئه             | ۱–۱وقت اضافه                         | غنا                 | جام جهانی فوتبال ۲۰۱۰ | جام جهانی فوتبال ۲۰۱۰ | ژوئیه ۲, ۲۰۱۰  |
| ۱۵۹.  | John Heitinga            |            | ۵۶', ۱۰۹'       | هلند                | فینال جام جهانی فوتبال ۲۰۱۰          | اسپانیا             | جام جهانی فوتبال ۲۰۱۰ | جام جهانی فوتبال ۲۰۱۰ | ژوئیه ۱۱, ۲۰۱۰ |
| ۱۶۰.  | Maxi Pereira             |            | ۹۴'             | اروگوئه             | ۱–۳                                  | کاستاریکا           | جام جهانی فوتبال ۲۰۱۴ | جام جهانی فوتبال ۲۰۱۴ | ژوئن ۱۴, ۲۰۱۴  |
| ۱۶۱.  | Wilson Palacios          |            | ۲۸', ۴۴'        | هندوراس             | ۰–۳                                  | فرانسه              | جام جهانی فوتبال ۲۰۱۴ | جام جهانی فوتبال ۲۰۱۴ | ژوئن ۱۵, ۲۰۱۴  |
| ۱۶۲.  | Pepe                     |            | ۳۷'             | پرتغال              | ۰–۴                                  | آلمان               | جام جهانی فوتبال ۲۰۱۴ | جام جهانی فوتبال ۲۰۱۴ | ژوئن ۱۶, ۲۰۱۴  |
| ۱۶۳.  | Alex Song                |            | ۴۰'             | کامرون              | ۰–۴                                  | کرواسی              | جام جهانی فوتبال ۲۰۱۴ | جام جهانی فوتبال ۲۰۱۴ | ژوئن ۱۸, ۲۰۱۴  |
| ۱۶۴.  | Kostas Katsouranis       |            | ۲۷', ۳۸'        | یونان               | ۰–۰                                  | ژاپن                | جام جهانی فوتبال ۲۰۱۴ | جام جهانی فوتبال ۲۰۱۴ | ژوئن ۱۹, ۲۰۱۴  |
| ۱۶۵.  | Ante Rebić               |            | ۸۹'             | کرواسی              | ۱–۳                                  | مکزیک               | جام جهانی فوتبال ۲۰۱۴ | جام جهانی فوتبال ۲۰۱۴ | ژوئن ۲۳, ۲۰۱۴  |
| ۱۶۶.  | Claudio Marchisio        |            | ۵۹'             | ایتالیا             | ۰–۱                                  | اروگوئه             | جام جهانی فوتبال ۲۰۱۴ | جام جهانی فوتبال ۲۰۱۴ | ژوئن ۲۴, ۲۰۱۴  |
| ۱۶۷.  | Antonio Valencia         |            | ۴۸'             | اکوادور             | ۰–۰                                  | فرانسه              | جام جهانی فوتبال ۲۰۱۴ | جام جهانی فوتبال ۲۰۱۴ | ژوئن ۲۵, ۲۰۱۴  |
| ۱۶۸.  | Steven Defour            |            | ۴۵'             | بلژیک               | ۱–۰                                  | کرهٔ جنوبی           | جام جهانی فوتبال ۲۰۱۴ | جام جهانی فوتبال ۲۰۱۴ | ژوئن ۲۶, ۲۰۱۴  |
| ۱۶۹.  | Óscar Duarte             |            | ۴۲', ۶۶'        | کاستاریکا           | ۱–۱وقت اضافه                         | یونان               | جام جهانی فوتبال ۲۰۱۴ | جام جهانی فوتبال ۲۰۱۴ | ژوئن ۲۹, ۲۰۱۴  |
| ۱۷۰.  | Carlos Sánchez Moreno    |            | ۴'              | کلمبیا              | ۱–۲                                  | ژاپن                | جام جهانی فوتبال ۲۰۱۸ | جام جهانی فوتبال ۲۰۱۸ | ژوئن ۱۹, ۲۰۱۸  |
| ۱۷۱.  | Jérôme Boateng           |            | ۷۱', ۸۲'        | آلمان               | ۲–۱                                  | سوئد                | جام جهانی فوتبال ۲۰۱۸ | جام جهانی فوتبال ۲۰۱۸ | ژوئن ۲۳, ۲۰۱۸  |
| ۱۷۲.  | Igor Smolnikov           |            | ۲۷', ۳۶'        | روسیه               | ۰–۳                                  | اروگوئه             | جام جهانی فوتبال ۲۰۱۸ | جام جهانی فوتبال ۲۰۱۸ | ژوئن ۲۵, ۲۰۱۸  |
| ۱۷۳.  | Michael Lang             |            | ۹۴'             | سوئیس               | ۰–۱                                  | سوئد                | جام جهانی فوتبال ۲۰۱۸ | جام جهانی فوتبال ۲۰۱۸ | ژوئیه ۳, ۲۰۱۸  |